# 400
400 (CD) a fost un an bisect al calendarului iulian, care a început într-o zi de sâmbătă.

## Nașteri
- dată necunoscută: Papa Celestin I  (d. 432)
- dată necunoscută: Papa Inocențiu I  (d. 417)
- dată necunoscută: Alaric I  (d. 410)
- dată necunoscută: Papa Zosim  (d. 418)
- dată necunoscută: Sfântul Patriciu sfânt patron al Irlandei și Islandei (d. 461)
- dată necunoscută: Grigore de Nyssa  (d. 395)
- dată necunoscută: Avitus  (d. 457)
- dată necunoscută: Constantin al III-lea (împărat al Imperiului Roman de Apus)  (d. 411)
- dată necunoscută: Chandragupta al II-lea  (d. ?)
- dată necunoscută: Ioannes  (d. 425)
- dată necunoscută: Sozomenos  (d. 450)
- dată necunoscută: Sfânta Ursula  (d. 385)
- dată necunoscută: Fritigern  (d. 380)
- dată necunoscută: Rutilius Claudius Namatianus  (d. ?)
- dată necunoscută: Quintus din Smyrna poet grec antic (d. ?)
- dată necunoscută: Sfântul Frumentie  (d. 383)
- dată necunoscută: Petru Ivireanul  (d. 491)
- dată necunoscută: Antipapa Eulaliu  (d. 423)
- dată necunoscută: Flavian al Constantinopolului arhiepiscop al Constantinopolului (d. 449)
- dată necunoscută: Radagaisus  (d. 406)
- dată necunoscută: Uldin  (d. 412)
- dată necunoscută: Sfântul Servatius  (d. 384)
- dată necunoscută: Meletie al Antiohiei  (d. 381)
- dată necunoscută: Eutropius (consul)  (d. 399)
- dată necunoscută: Alexie, omul lui Dumnezeu sfânt (d. 412)
- dată necunoscută: Gaina general got (d. 401)
- dată necunoscută: Cuvioasa Pelaghia sfântă din Antiohia (d. 457)
- dată necunoscută: Claudius Silvanus  (d. 355)
- dată necunoscută: Marcomer  (d. 392)
- dată necunoscută: Nectarie al Constantinopolului  (d. 397)
- dată necunoscută: Marcianus din Heraclea  (d. ?)
- dată necunoscută: Sarus (got)  (d. 412)
- dată necunoscută: Isaachie Mărturisitorul sfânt grec bizantin (d. 383)
- dată necunoscută: Alban de Mainz martir creștin (d. 406)
- dată necunoscută: Iacob Persul  (d. 421)
- dată necunoscută: Paulin al II-lea al Antiohiei pretendent la tronul patriarhal al Antiohiei din 362 până în 388 (d. 388)
- dată necunoscută: Marcellus  (d. 366)
- dată necunoscută: Evagrie al Antiohiei pretendent la tronul episcopal al Antiohiei din 388 până în 392 (d. 392)
- dată necunoscută: Teofil Indianul  (d. 364)